# Epiplema exornata
Epiplema exornata är en fjärilsart som beskrevs av Eduard Friedrich Eversmann 1837. Epiplema exornata ingår i släktet Epiplema och familjen Uraniidae. Inga underarter finns listade i Catalogue of Life.